# Shirley Babashoff

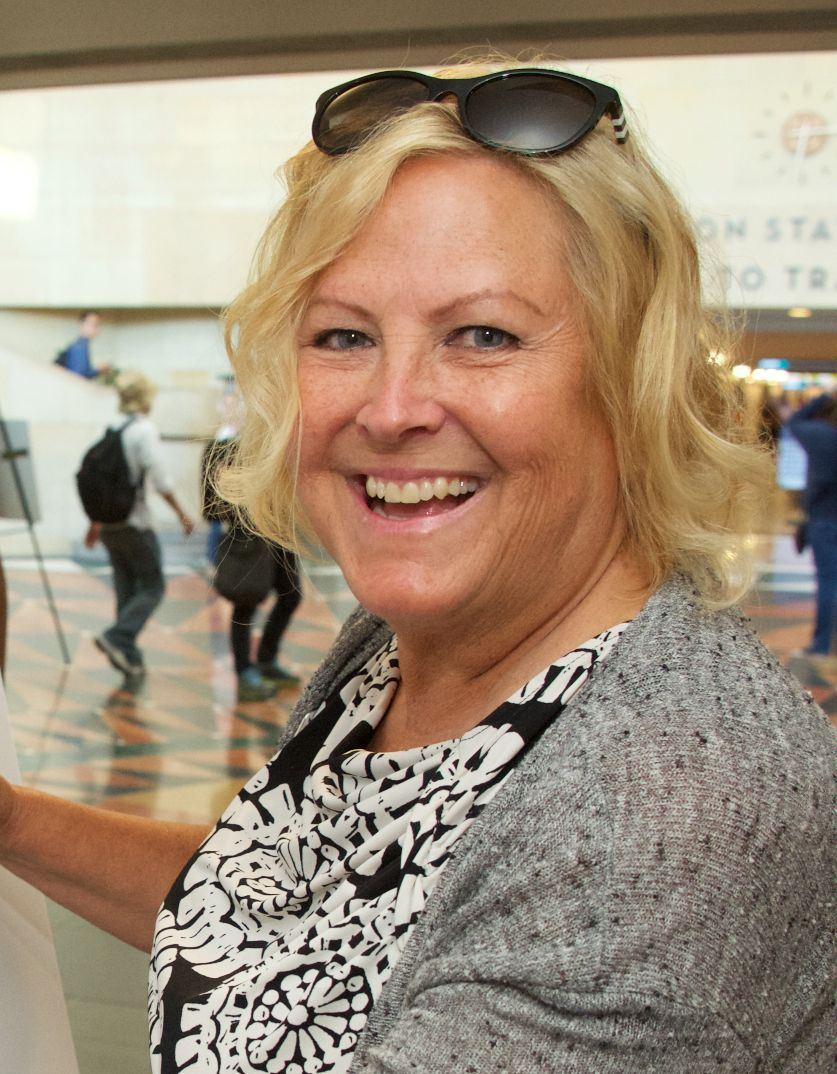
Shirley Babashoff in 2016

Shirley Frances Babashoff (Whittier, 31 januari 1957) is een voormalig zwemster uit de Verenigde Staten. Ze nam tweemaal deel aan de Olympische Spelen en won zowel in München (1972) als in Montréal (1976) de titel met de estafetteploeg op de 4x100 meter vrije slag.

## Carrière
Babashoff won acht olympische medailles. Daarnaast verbeterde ze elf wereld- op acht verschillende onderdelen en 39 Amerikaanse records (individueel en in estafetteverband). Haar erelijst vermeldt verder twee wereldtitels, behaald in 1973 en 1975 en 27 Amerikaanse titels.
Tijdens de Olympische Zomerspelen in 1972 in München verloor Babashoff in de finale van de 100 meter vrije slag van haar landgenote Sandra Neilson, maar ze bleef de Australische favoriete Shane Gould wel voor en won zo een zilveren medaille. Ook op de 200 meter vrije slag won ze de zilveren medaille. Beide Amerikaanse zwemsters droegen voorafgaand aan het toernooi een T-shirt met de tekst: All That Glitters Is Not Gould. Samen met Sandra Neilson, Jenny Kemp en Jane Barkman won Babashoff de olympische titel op de 4 x 100 meter vrije slag.
Op de wereldkampioenschappen zwemmen 1973 in Belgrado won Babashoff vier zilveren medailles. In 1975 nam ze deel aan de wereldkampioenschappen zwemmen 1975 in Cali. Babashoff werd wereldkampioene op zowel de 200 meter als de 400 meter vrije slag. Zilver was er nog op de 100 meter vrije slag, de 4 x 100 meter vrije slag en de 4 x 100 meter wisselslag. Met een bronzen medaille op de 800 meter vrije slag won ze een zesde medaille op deze editie van de wereldkampioenschappen zwemmen.
Een jaar later, tijdens de Olympische Zomerspelen in 1976 in Montreal zorgde Babashoff opnieuw voor opschudding door haar collega's uit Oost-Duitsland te beschuldigen van het gebruik van doping. Na haar nederlaag op de 400 meter vrije slag, door toedoen van DDR-zwemster Petra Thümer, kreeg ze om die reden van de Amerikaanse pers de bijnaam Surly Shirley. Op deze Olympische Spelen zwom Babashoff naar vijf olympische medailles. Zilver was er op de 200 meter, de 400 meter, de 800 meter vrije slag en de 4 x 100 meter wisselslag. Samen met Kim Peyton, Wendy Boglioli en Jill Sterkel won Babashoff opnieuw de olympische titel op de 4 x 100 meter vrije slag.
Babashoff werd in 1974 uitgeroepen tot Amerika's Sportvrouw van het Jaar en in 1982 opgenomen in de International Swimming Hall of Fame.
Ze is de zus van Jack Babashoff, die ook deelnam aan de Olympische Spelen.

## Internationale toernooien
| Jaar | Olympische Spelen | WK langebaan |
| ---- | --- | --- |
| 1972 | 100m vrije slag · 200m vrije slag · 4e 400m vrije slag · 4x100m vrije slag · () 4x100m wisselslag · Babashoff zwom enkel in de series en ontving geen medaille | |
| 1973 | | 100m vrije slag · 200m vrije slag · 4x100m vrije slag · 4x100m wisselslag                                                          |
| 1975 | | 100m vrije slag · 200m vrije slag · 400m vrije slag · 800m vrije slag · 4e 200m wisselslag · 4x100m vrije slag · 4x100m wisselslag |
| 1976 | 5e 100m vrije slag · 200m vrije slag · 400m vrije slag · 800m vrije slag · 4x100m vrije slag · 4x100m wisselslag                                               | |

1912: Moore, Fletcher, Speirs, Steer ·
1920: Woodbridge, Schroth, Guest, Bleibtrey ·
1924: Donnelly, Ederle, Lackie, Wehselau ·
1928: Lambert, Osipowich, Saville, Norelius ·
1932: Johns, Saville, McKim, Madison ·
1936: Selbach, Wagner, den Ouden, Mastenbroek ·
1948: Corridon, Kalama, Helser, Curtis ·
1952: I. Novák, Temes, É. Novák, Szőke ·
1956: Fraser, Leech, Morgan, Crapp ·
1960: Spillane, Stobs, Wood, von Saltza ·
1964: Stouder, de Varona, Watson, Ellis ·
1968: Barkman, Gustavson, Pedersen, Henne ·
1972: Babashoff, Barkman, Kemp, Neilson ·
1976: Peyton, Sterkel, Babashoff, Boglioli ·
1980: Krause, Metschuck, Diers, Hülsenbeck ·
1984: Johnson, Steinseifer, Torres, Hogshead ·
1988: Otto, Meißner, Hunger, Stellmach ·
1992: Haislett, Martino, Thompson, Torres ·
1996: Martino, Van Dyken, Fox, Thompson ·
2000: Van Dyken, Shealy, Thompson, Torres ·
2004: Mills, Lenton, Thomas, Henry ·
2008: Dekker, Kromowidjojo, Heemskerk, Veldhuis ·
2012: Coutts, C. Campbell, Elmslie, Schlanger ·
2016: McKeon, Elmslie, B. Campbell, C. Campbell ·
2020: B. Campbell, Harris, McKeon, C. Campbell ·
2024: O'Callaghan, Jack, McKeon, Harris
- Library of Congress Control Number: n2016008011
- Virtual International Authority File: 248145858277523022770
- WorldCat: E39PBJf4cpgxmm77vrq6fRVXBP